# Вале (град)
Вале (груз. ვალე) је град у Грузији у регији Самцхе-Џавахетија. Према процени из 2014. у граду је живело 3.646 становника.

## Становништво
Према процени, у граду је 2014. живело 3.646 становника.
| 1989. | 2002. | 2014. |
| ----- | ----- | ----- |
| 6.305 | 5.026 | 3.646 |